# Norris (Tennessee)
Norris és una població dels Estats Units a l'estat de Tennessee. Segons el cens del 2000 tenia 1.446 habitants.

## Demografia
Segons el cens del 2000, Norris tenia 1.446 habitants, 644 habitatges, i 426 famílies. La densitat de població era de 81,3 habitants/km².
Dels 644 habitatges en un 29,2% hi vivien nens de menys de 18 anys, en un 54,8% hi vivien parelles casades, en un 8,7% dones solteres, i en un 33,7% no eren unitats familiars. En el 31,8% dels habitatges hi vivien persones soles el 16,9% de les quals corresponia a persones de 65 anys o més que vivien soles. El nombre mitjà de persones vivint en cada habitatge era de 2,25 i el nombre mitjà de persones que vivien en cada família era de 2,83.
Per edats la població es repartia de la següent manera: un 23,2% tenia menys de 18 anys, un 5% entre 18 i 24, un 24,5% entre 25 i 44, un 28,1% de 45 a 60 i un 19,2% 65 anys o més.
L'edat mediana era de 43 anys. Per cada 100 dones de 18 o més anys hi havia 79,3 homes.
La renda mediana per habitatge era de 47.105 $ i la renda mediana per família de 55.179 $. Els homes tenien una renda mediana de 41.813 $ mentre que les dones 27.727 $. La renda per capita de la població era de 29.832 $. Entorn del 0,7% de les famílies i el 4,7% de la població estaven per davall del llindar de pobresa.

## Poblacions més properes
El següent diagrama mostra les poblacions més properes.